# Lonetree (Montana)
Lonetree (também Lone Tree ou Steele) é uma  cidade fantasma no  condado de Chouteau, Montana, Estados Unidos.  Foi fundada por volta de 1885 e fica localizada  a uma altitude de 952 metros.  Durante aproximadamente 30 anos teve estação de correios, que esteve aberta com o nome de Steele em 9 de março de 1888; o seu nome foi alterado para Lonetree em 1914, a estação encerraria em 31 de março de 1915.
A comunidade inteira foi incluída no Registro Nacional de Lugares Históricos em 11 de setembro de 1980.